# Cocalus limbatus
Cocalus limbatus är en spindelart som beskrevs av Tord Tamerlan Teodor Thorell 1878. Cocalus limbatus ingår i släktet Cocalus och familjen hoppspindlar. Inga underarter finns listade i Catalogue of Life.